# Pintor de Tálides

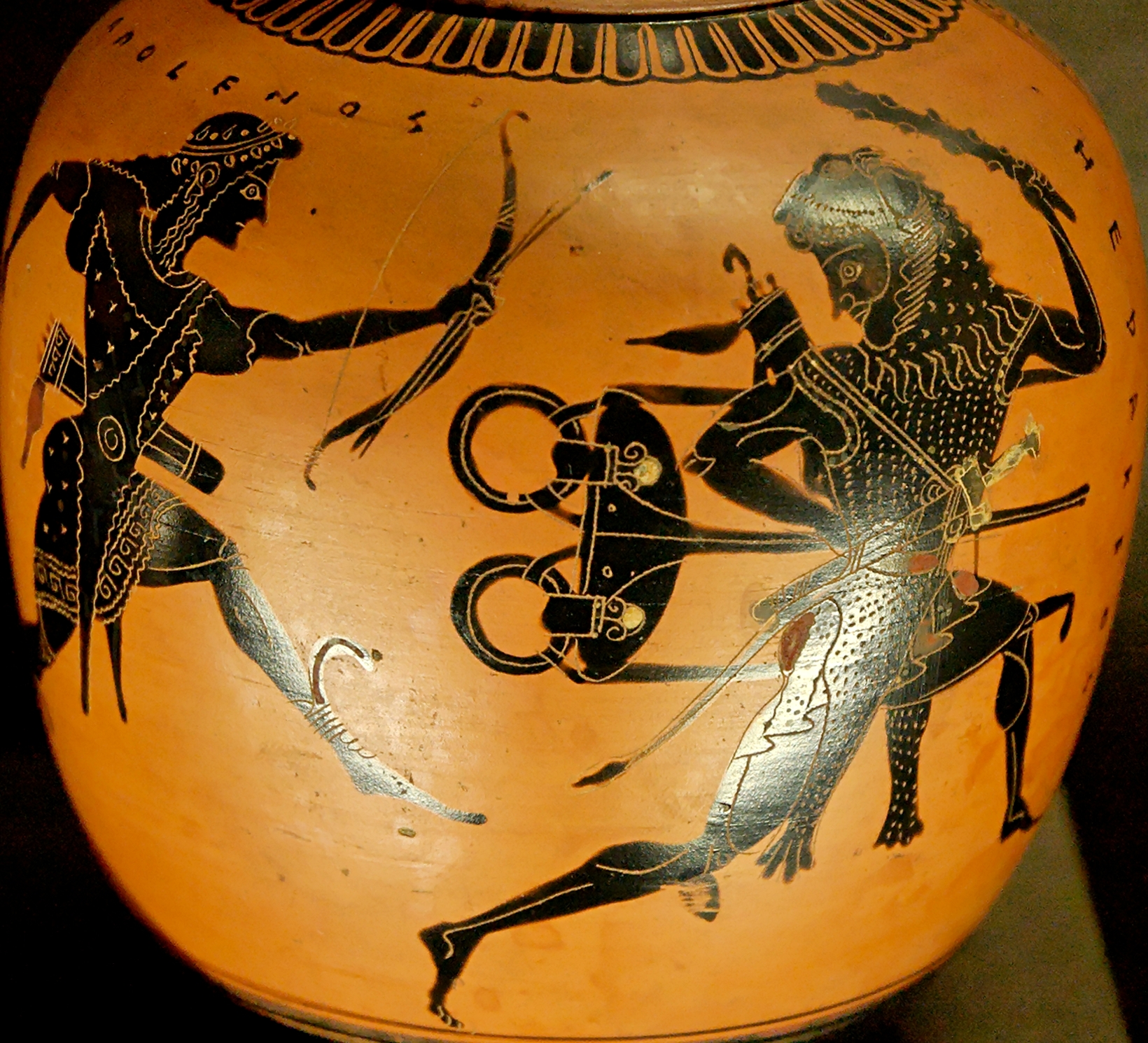
Trípode del en el Louvre

Como  pintor de Tálides se conoce a quien decoró piezas de cerámica de figuras negras griegas la segunda mitad del siglo VI a. C.. Su nombre se relaciona al ceramista Tálides, y se sabe que también trabajó para Timágoras.

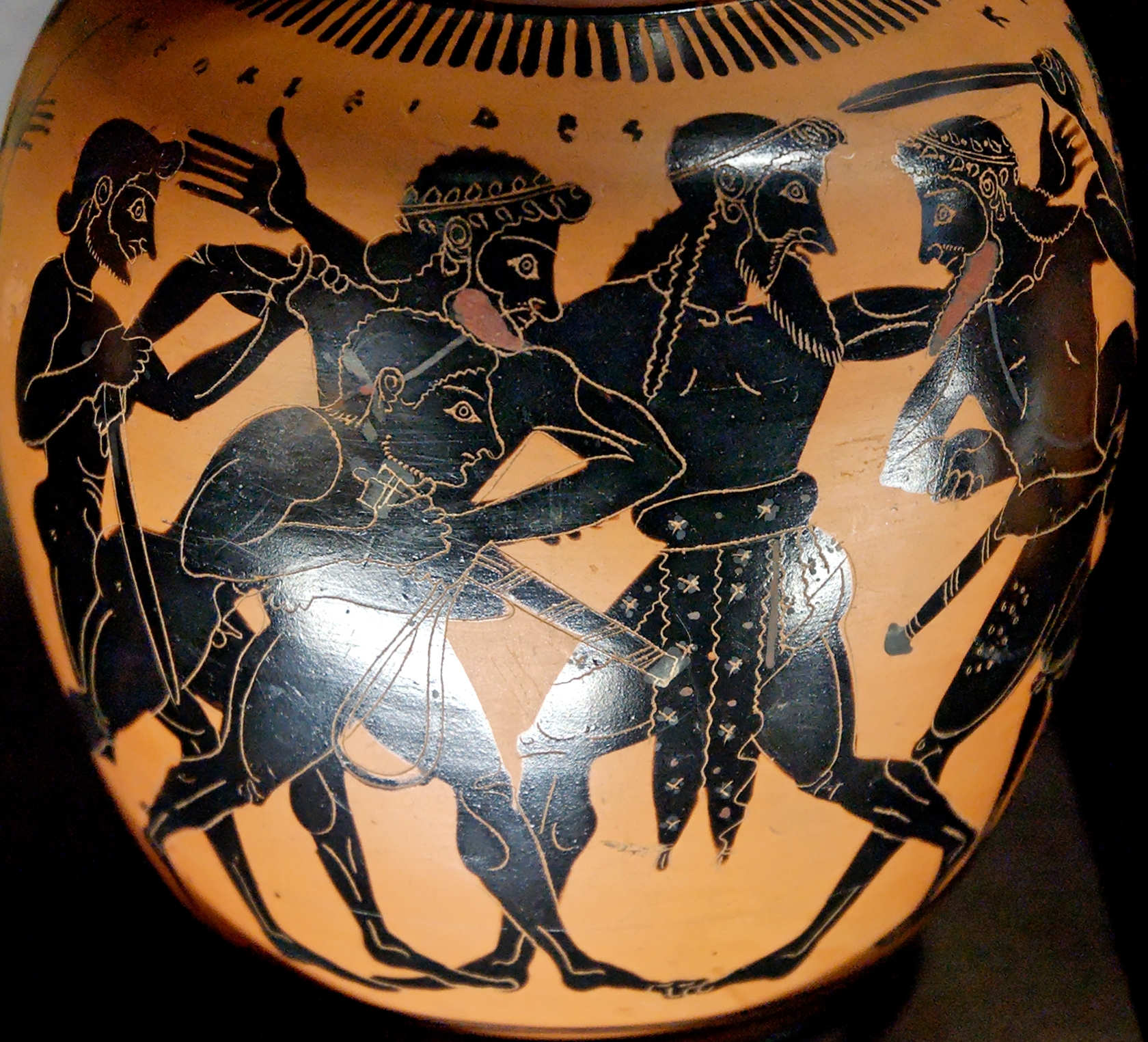
Enócoe, Disputa de Odiseo y Áyax por la armadura de Aquiles, 520 a. C., Louvre.